# 硫酸铝钠
硫酸铝钠是一种无机化合物，化学式为NaAl(SO4)2·12H2O，有时候写作Na2SO4·Al2(SO4)3·24H2O)，又称钠明矾。它是白色固体，可用于食物（E521）的酸度调节剂，主要用于发粉的制造。

## 概况
硫酸铝钠由硫酸铝和硫酸钠化合得到，其年产量有3000吨（2003年）。在美国，它经常与碳酸氢钠、磷酸氢钙一起使用，在家用设备中用作焙烤粉。
经典的立方明矾结构以十二水合物形式存在，矿物学中称其为钠明矾。它也以另外两种罕见矿物的形式出现——水钠铝矾（mendozite）（十一水合物）和斜钠明矾（tamarugite）（六水合物）。
它也是用于在组织病理学中染色细胞核的苏木精溶液的常用媒染剂。